# Home of the Brave
Home of the Brave är en amerikansk-marockansk film från 2006 i regi av Irwin Winkler.

## Handling
Fyra soldater har problem med att återanpassa sig efter hemkomsten från Irak.

## Om filmen
Filmen är inspelad i Spokane och Marocko. Den hade världspremiär i USA den 15 december 2006 och har inte haft svensk premiär.

## Rollista (urval)
- Samuel L. Jackson - Will Marsh
- Jessica Biel - Vanessa Price
- Brian Presley - Tommy Yates
- Christina Ricci - Sarah Schivino
- 50 Cent (som Curtis Jackson) - Jamal Aiken
- Chad Michael Murray - Jordan Owens
- Sam Jones III - Billy Marsh

## Musik i filmen
- Try Not to Remember